# Extreme Rules 2011
Extreme Rules 2011 è stata la terza edizione dell'omonimo evento in pay-per-view prodotto dalla WWE. L'evento si è svolto il 1º maggio 2011 al St. Pete Times Forum di Tampa. Alla fine dell'evento, John Cena ha annunciato la morte del terrorista Osama bin Laden, capo di Al-Qāʿida.

## Storyline
Il 3 aprile, a WrestleMania XXVII, Edge ha difeso con successo il World Heavyweight Championship contro Alberto Del Rio. Nella puntata di SmackDown dell'8 aprile Del Rio ha sconfitto Christian, ottenendo così un altro incontro per il titolo di Edge. Un Ladder match tra Edge e Del Rio con in palio il World Heavyweight Championship è stato quindi sancito per Extreme Rules. Nella puntata di Raw dell'11 aprile Edge è stato tuttavia costretto a ritirarsi, oltre che a rendere vacante il titolo, a causa del sopraggiungere di una stenosi nel canale vertebrale (legit). Nella puntata di SmackDown del 15 aprile Christian ha vinto un Battle Royal match, diventando così il sostituto di Edge nel Ladder match di Extreme Rules contro Del Rio con in palio il vacante World Heavyweight Championship.
Nella puntata di Raw dell'11 aprile il General Manager anonimo ha indetto un Gauntlet match tra Randy Orton, John Morrison, R-Truth, John Cena e Dolph Ziggler per determinare il contendente n°1 del WWE Champion The Miz. Più avanti, la sera stessa, dopo che The Miz aveva interferito nell'incontro finale tra Cena e R-Truth, facendolo terminare in doppia squalifica (e senza quindi un vincitore di fatto), il General Manager anonimo ha poi annunciato un Triple Threat Steel Cage match tra The Miz, Cena e R-Truth con in palio il WWE Championship per Extreme Rules. Nella puntata di Raw del 18 aprile R-Truth è stato tuttavia sconfitto da John Morrison, il quale ha preso il suo posto nell'incontro di Extreme Rules che comprendeva già Cena e The Miz.
A WrestleMania XXVII, Michael Cole ha sconfitto Jerry Lawler per squalifica poiché l'arbitro dell'incontro, Steve Austin, aveva attaccato Cole durante il match. Nella puntata di Raw dell'11 aprile Lawler, dopo aver sconfitto Jack Swagger (allenatore di Cole), ha annunciato che lui e Jim Ross affronteranno Cole e Swagger a Extreme Rules. Nella puntata di Raw del 25 aprile il General Manager anonimo ha modificato il loro incontro di Extreme Rules in un Country Whipping match.
Nella puntata di Raw del 25 aprile Layla, dopo che era stata sconfitta da Eve Torres, ha brutalmente attaccato Michelle McCool per averla distratta. Nella puntata di SmackDown del 29 aprile, dopo che il loro incontro era terminato in doppio count-out, è stato annunciato un No Disqualification Loser Leaves WWE match tra Layla e la McCool per Extreme Rules, con la perdente che avrebbe poi dovuto abbandonare la federazione.
A WrestleMania XXVII, Cody Rhodes ha sconfitto Rey Mysterio dopo averlo illegalmente colpito con la sua maschera protettiva, senza però farsi vedere dall'arbitro. Nella puntata di SmackDown del 22 aprile Rhodes ha brutalmente attaccato Mysterio dopo che questi lo aveva sconfitto nella rivincita. Un Falls Count Anywhere match tra i due è stato poi sancito per Extreme Rules.
A WrestleMania XXVII, Randy Orton ha sconfitto CM Punk. Nella puntata di Raw del 18 aprile Orton, dopo che aveva nuovamente sconfitto Punk, è stato brutalmente attaccato dal New Nexus. Un Last Man Standing match tra Orton e Punk è stato poi annunciato per Extreme Rules.
Poco prima dell'inizio di Extreme Rules, il General Manager di SmackDown, Theodore Long, ha sancito due incontri per la sera stessa: nel primo Sheamus dovrà difendere lo United States Championship in un Tables match contro Kofi Kingston; mentre nel secondo Big Show e Kane dovranno difendere il WWE Tag Team Championship contro il Corre (Ezekiel Jackson e l'Intercontinental Champion Wade Barrett).

## Risultati
| #       | Incontri                                                                       | Stipulazioni                                               | Durata |
| ------- | ------------------------------------------------------------------------------ | ---------------------------------------------------------- | ------ |
| Kickoff | Sin Cara ha sconfitto Tyson Kidd                                               | Single match                                               | —      |
| 1       | Randy Orton ha sconfitto CM Punk                                               | Last man standing match                                    | 20:06  |
| 2       | Kofi Kingston ha sconfitto Sheamus (c)                                         | Tables match per il WWE United States Championship         | 09:09  |
| 3       | Jack Swagger e Michael Cole hanno sconfitto Jerry "The King" Lawler e Jim Ross | Tag team match                                             | 07:04  |
| 4       | Rey Mysterio ha sconfitto Cody Rhodes                                          | Falls count anywhere match                                 | 11:43  |
| 5       | Layla ha sconfitto Michelle McCool                                             | No-disqualification loser gets fired match                 | 05:24  |
| 6       | Christian ha sconfitto Alberto Del Rio (con Ricardo Rodríguez)                 | Ladder match per il World Heavyweight Championship         | 21:05  |
| 7       | Big Show e Kane (c) hanno sconfitto Ezekiel Jackson e Wade Barrett             | Tag team lumberjack match per il WWE Tag Team Championship | 04:15  |
| 8       | John Cena ha sconfitto John Morrison e The Miz (c)                             | Triple threat steel cage match per il WWE Championship     | 19:50  |